# 天 (テレビ番組)
『天〜ten〜』（てん）は、TBS系列（一部地域を除く）で2002年4月から9月までの間深夜に放送されたクイズ番組、ならびに同番組をもととして開かれているクイズのオープン大会。

## 概要
番組形式は9人1チームで構成される2チームによる団体戦。最初は両チームから1人ずつ代表が出て1対1の早押しクイズを行い、正解者はチームごとに用意された階段状の椅子に下から順に座り次の代表者に交代（試合時間が長引いたら「促進ルール」として、1問正解で2人が椅子に座る）。早押しクイズに不正解した場合は、「リセット」となり、既に正解して椅子に座っている回答者は全員椅子から立ち退き一からやり直しとなる。そのため勝ち抜けには非常に時間がかかる仕組みとなっており、放送でも対戦が複数回に分けて放送されることが多かった。また、3問連続で両チームが問題に解答しなかった（スルーした）場合は両チームが「リセット」となる。
9人全員が椅子に座ったら、そのチームメンバー全員に対して「天問題」と呼ばれる筆記問題を1問出題。全員が答えを書き終わった後、下に座ったものから一人ずつ答えを開いていき、9人全員が正解していれば勝利となる。「天問題」で1人でも間違えていれば、その時点で「リセット」となる。
前期は大学のクイズ研究会8チーム、後期は社会人のクイズサークル4チームのトーナメント戦が行われ、優勝チームには賞金100万円が与えられた。特に後期は能勢一幸や日髙大介など、過去にいわゆる「クイズ王」と呼ばれたクイズ番組の優勝経験者が数多く出演した。また最終回では前期・後期それぞれの優勝チームによる「日本一決定戦」が行われ、社会人の優勝チームであるグランドスラムが日本一になった。

## 出演
- 司会 - 山口達也（当時TOKIO）
- 実況 - 志賀大士（当時TBSアナウンサー）
- 解説 - 道蔦岳史
- 出題 - 広重玲子（当時TBSアナウンサー）※声のみの出演
- ナレーター - 垂木勉

## 出場者一覧
- 「天」対戦結果 [信頼性要検証]

## 芸能人大会
2002年8月24日放送。「お笑い芸人仁義なき頂上決戦SP」と題して行われた。予選と本選の方は「深夜版」と比較するとレベルは低いものの「芸能人のガチンコ対戦」が展開された。
| 青コーナー 松竹芸能 |     | 赤コーナー ワタナベエンターテインメント |
| 氏名・予選成績      | No. | 氏名・予選成績                          |
| ------------------- | --- | --------------------------------------- |
| 濱口優29 15位       | 玖  | 松本政彦32 13位タイ                     |
| 平井善之49 5位      | 捌  | 吉田永憲52 3位タイ                      |
| 柳原哲也52 3位タイ  | 漆  | 矢野広崇48 6位タイ                      |
| 黒川明人25 16位     | 陸  | 斉藤優32 13位タイ                       |
| 広瀬康幸22 18位     | 伍  | 大和一孝38 11位                         |
| 安田裕己78 1位      | 肆  | 森田悟42 10位                           |
| 岡田圭右43 9位      | 参  | 加藤歩23 17位                           |
| 増田英彦36 12位     | 弐  | 松尾陽介45 8位                          |
| 有野晋哉67 2位      | 壱  | 大木淳48 6位タイ                        |

クイズは途中小ネタを挟んだりもしたが、矢野のミスでふりだしにもどる。その後〔8-8〕で大将戦になるが、浜口のミス（諺でどれも似たり寄ったりのレベルの低い争いのことを「何の背競べという?」で「目糞鼻糞」と早とちりをする〈団栗〉）で、4問後にワタナベが「天問題」に挑戦する。
「夜寝る前に、何を着て寝ますか」という質問に対して「シャネルの5番」と、答えたことで有名なハリウッド女優は誰でしょう?」
しかしながら、加藤の誤答で振り出しに戻った（加藤は「ジョニー」と誤答。他「シャロン・ストーン」〈森田〉、「ジョデイ・フォスター」〈大和〉、「ウーピー・ゴールドバーグ」〈斉藤〉、「メグ」〈矢野〉と5人も誤答していた。）。
再び早押しクイズに戻り、今度は松竹芸能がリーチ。浜口は解答席に着席も〔8-1〕から6連続ポイントを奪われた。しかし、その後浜口が正解、「天問題」に挑戦。
「シルベスタ・スタローン主演の映画『ロッキー』で描かれているスポーツは何でしょう?」
途中浜口が不安げな表情となるも全員正解（HIROのみ「ぼくしんぐ」と記されていた）。100万円獲得。早押しは41問目で終了。
ゴルゴは「負け犬」になり、ワンワン吠えた。試合終了後全員から手を出し、唾を吐いて逃亡。
一方の松竹は有野に100万円を渡し「全員でしゃぶしゃぶ食いに行こう」と全員を同行した。浜口を差し置いて行ってしまった。「物凄い支持されて、無ぇ…」と呟いた。

## オープン大会
番組終了後の2007年、最終回で日本一に輝いたサークル・グランドスラムにより『天2』と銘打たれたオープン大会が開催された。以来、2年に1回程度のペースで大会が開催されており、2024年8月時点では『天9』まで8回の大会が行われている。決勝で上記の番組ルール（ただし、1番手の誤答は1回休みとなっている）が行われること、主催団体が毎回変わることが特徴（天7までは前回優勝団体が自動的に開催団体に、天8以降は前回大会参加チームからの立候補と成績を鑑みて当該大会主催チームが次回開催団体を決める。ただし、結果的に2024年11月開催予定の天10まで、前回優勝団体の主催という形は変わっていない）。